# Lundy
Lundy er en ø ved England og den største i Bristolkanalen. Øen ligger 19 km ud for kysten af Devon. Øen er 5 km lang og 1 km bred. Et havvarslingsområde i Storbritannien er opkaldt efter øen.
I 2007 var der 28 fastboende på øen. Blandt dem en opsynsmand, en øbestyrer og bønder, samt ansatte ved en pub. De fleste bor i og omkring landsbyen Marisco syd på øen. De fleste besøgende er på dagsture på øen.
I en læserundersøgelse i Radio Times i 2005 blev Lundy kåret til det tiende mest fantastiske underværk i Storbritannien. Hele øen har status som Site of Special Scientific Interest (sted af særskilt videnskabelig interesse), og blev det første marine naturreservat i England samt den første marine beskyttelseszone, noget som kom af det unikke dyre- og planteliv på øen. Øen er styret af Landmark Trust på vegne af National Trust.